# ديك راندال
ديك راندال (بالإنجليزية: Dick Randall)‏ هو موظف مدني أسترالي، ولد في 13 أكتوبر 1906 في Birkdale, Queensland ‏ في أستراليا، وتوفي في 15 نوفمبر 1982.